# Petru Rareș, Bistrița-Năsăud
Petru Rareș là một xã thuộc hạt Bistrița-Năsăud, România. Dân số thời điểm năm 2002 là 5005 người.